# گمبکان
گمبکان روستایی از توابع بخش مرکزی شهرستان پاسارگاد در استان فارس، ایران است. گمبکان به دلیل پروژه‌های بهسازی و موقعیت جغرافیایی مناسب، از جمله روستاهای رو به توسعه این منطقه محسوب می‌شود.

## جمعیت
این روستا در دهستان سرپنیران قرار دارد و براساس سرشماری مرکز آمار ایران در سال ۱۳۸۵، جمعیت آن ۴۷۰ نفر (۱۲۳خانوار) بوده‌است.